# Utta Danella
Utta Danella (Utta Schneider), née le 18 juin 1920 à Leipzig (Allemagne) et morte en juillet 2015 à Munich (Allemagne), est une auteure allemande.
Danella est surtout connue pour ses ouvrages mélodramatiques. Elle a écrit plus de quarante livres en allemand et vendu environ 70 millions de livres, ce qui en fait l'un des auteurs allemands les plus prospères.

## Biographie
Fille d'un pharmacien, mort très tôt, elle est élevée par son oncle maternel. Elle s'intéresse très jeune au théâtre et à la musique, et écrit son premier roman à 14 ans. Après son bac, elle devient journaliste pour la radio et la presse écrite.
En 1950, Danella épouse Hermann Schneider, de vingt ans son ainé, avec lequel elle déménage à Munich. Elle continue d'écrire secrètement des romans. En 1956, elle est publiée pour la première fois, sous le pseudonyme de Utta Danella, avec un tirage initial de 6 000 exemplaires.
Le succès arrive avec son quatrième roman, Stella Termogen oder Die Versuchungen der Jahre (1960), qui tire rapidement à plus de 100 000 exemplaires.
Beaucoup de ses livres ont été adaptés par des télédiffuseurs allemands.

## Livres
- Alle Sterne vom Himmel (1956)
- Regina auf den Stufen (1957)
- Die Frauen der Talliens (1958)
- Alles Töchter aus guter Familie (1958)
- Die Reise nach Venedig (1959)
- Stella Termogen oder Die Versuchungen der Jahre (1960)
- Der Maulbeerbaum (1964)
- Adieu, Jean Claude (1965)
- Der Mond im See (1965)
- Vergiß, wenn du leben willst (1966)
- Unter dem Zauberdach (1967)
- Quartett im September (1967)
- Jovana (1969)
- Niemandsland (1970)
- Tanz auf dem Regenbogen (1971)
- Der Schatten des Adlers (1971)
- Gestern oder Die Stunde nach Mitternacht (1971)
- Der blaue Vogel (1973)
- Die Hochzeit auf dem Lande (1975)
- Zwei Tage im April (1975)
- Der Sommer des glücklichen Narren (1976)
- Der dunkle Strom (1977)
- Die Tränen vom vergangenen Jahr (1978)
- Flutwelle (1980)
- Eine Heimat hat der Mensch (1981)
- Jacobs Frauen (1983); film 2004 as Das Familiengeheimnis
- Die Jungfrau im Lavendel (1984)
- Die Unbesiegte (1986)
- Der schwarze Spiegel (1987)
- Das Hotel im Park (1989)
- Meine Freundin Elaine (1990)
- Ein Bild von einem Mann (1992)
- Wo hohe Türme sind (1993)
- Wolkentanz (1996)
- Die andere Eva (1998)
- Der Kuss des Apollo (2006)
- Familiengeschichten (1979)
- Sophie Dorothee. Eine preußische Geschichte (1981); second edition 1997 as Sophie Dorothee und andere Geschichten
- Das verpasste Schiff. Die Geschichte einer turbulenten Traumreise (1986)
- Eine Liebe die nie vergeht. Begegnungen mit Musik (1988)

## Récompenses et distinctions
- Croix d'officier de l'ordre du Mérite de la République fédérale d'Allemagne